# Rammelsbergite
La rammelsbergite est une espèce minérale, arséniure de nickel de formule NiAs2. Il forme des cristaux prismatiques orthorhombiques métalliques argentés de couleur blanc étain à rougeâtre, et il est habituellement sous forme massive. Il a une dureté Mohs de 5,5 et une densité de 7,1.
Il fut décrit pour la première fois en 1854 d'après son topotype dans le district de Schneeberg dans la Saxe, en Allemagne. Il a été nommé d'après le chimiste et minéralogiste allemand, Karl Friedrich August Rammelsberg (1813–1899).
On le trouve comme minéral hydrothermal dans des veines de moyenne température en association avec la skutterudite, la safflorite, la löllingite, la nickéline, le bismuth natif, l'argent natif, l'algodonite, la domeykite et l'uraninite.